# Ceratiocarididae
De Ceratiocarididae zijn een familie van uitgestorven kreeftachtigen uit de klasse van de Malacostraca (hogere kreeftachtigen).

## Geslachten
- Ceratiocaris M'Coy, 1849 †
- Emmelezoe Jones & Woodward, 1886 †
- Pumilocaris Racheboeuf, Vannier & Ortega, 2000 †
- Rolfecaris Racheboeuf, Crasquin & Brussa, 2009 †
- Schugurocaris Krestovnikov, 1961 †
- Warneticaris Racheboeuf, 1994 †